# Армянская епархия Нухи
Нухинская епархия Эчмиадзинского патриархата Армянской Апостольской церкви (арм. Հայ Առաքելական եկեղեցու Էջմիածնի պատրիարքության Նուխայի թեմ) — упразднённая епископская епархия Армянской Апостольской церкви бывшая в составе Эчмиадзинского патриархата с центром в городе Нуха.
Территория упразднённой Нухинской епархии позже[когда?] вошла в состав Азербайджанской епархии Армянской Апостольской церкви, однако вследствие депортации более полумиллиона армян из Азербайджана[кем?] сама Азербайджанская епархя была упразднена и сегодня[когда?] на этой территории нет ни армян, ни действующих армянских церквей.

## История
В юрисдикцию Нухинской епархии входила территория Нухинского уезда Российской империи. По данным на 1911 год количество верующих Армянской Апостольской церкви — 50.000, общин — 52.
Епархия имела 53 церквей.